# Talthybia
Talthybia is een monotypisch geslacht van spinnen uit de  familie van de wielwebspinnen (Araneidae).

## Soort
- Talthybia depressa Thorell, 1898